# L'avventura
L'avventura is een Italiaanse dramafilm uit 1960 onder regie van Michelangelo Antonioni. De film debuteerde op het Filmfestival van Cannes waar hij een Speciale Juryprijs kreeg toegekend. L'Avventura is het eerste deel van Antonioni's losse trilogie over vervreemding waartoe ook La notte (1961) en L'eclisse (1962) behoren.
Enkele scènes zijn opgenomen in de spookdorpen Villaggi Schisina op Sicilië.

## Verhaal
Na een ruzie met haar verloofde Sandro verdwijnt Anna op geheimzinnige wijze. Haar verloofde en haar vriendin Claudia doorzoeken de omgeving, maar ze vinden geen spoor. Naarmate de film vordert, worden Sandro en Claudia verliefd op elkaar en vergeten ze Anna's verdwijning.

## Rolverdeling
| Acteur                      | Personage      |
| --------------------------- | -------------- |
| Gabriele Ferzetti           | Sandro         |
| Monica Vitti                | Claudia        |
| Lea Massari                 | Anna           |
| Dominique Blanchar          | Giulia         |
| Renzo Ricci                 | Vader van Anna |
| James Addams                | Corrado        |
| Dorothy De Poliolo          | Gloria Perkins |
| Lelio Luttazzi              | Raimondo       |
| Giovanni Petrucci           | Prins Goffredo |
| Esmeralda Ruspoli           | Patrizia       |
| Angela Tommasi Di Lampedusa | Prinses        |
| Franco Cimino               |                |
| Prof. Cucco                 | Ettore         |
| Giovanni Danesi             |                |